# Taravilla
Taravilla es un municipio y localidad española de la provincia de Guadalajara, en la comunidad autónoma de Castilla-La Mancha. El término tiene una población de 41 habitantes (INE 2024).

## Geografía

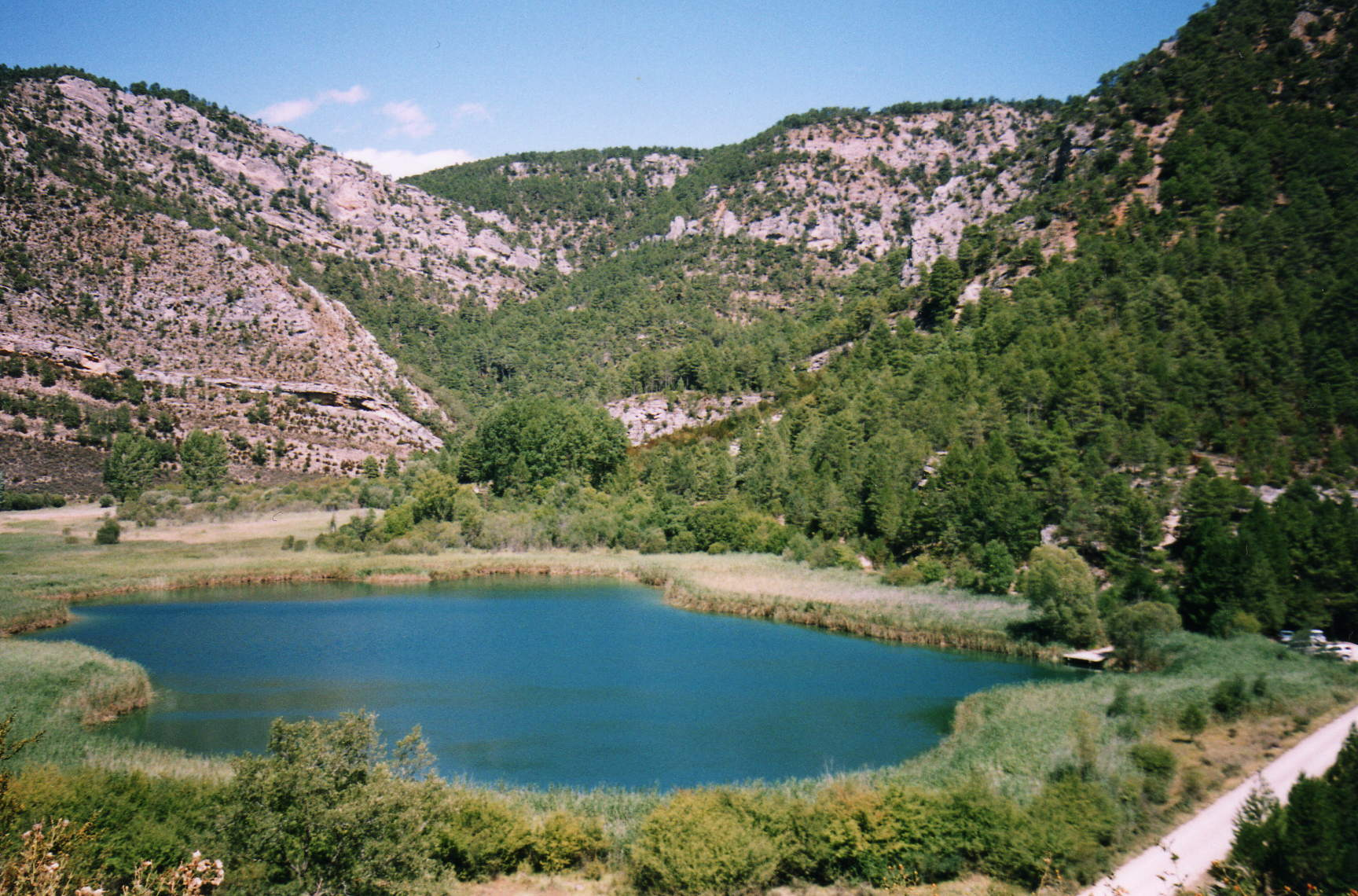
La laguna de Taravilla, situada en pleno parque natural del Alto Tajo.

La localidad está situada a una altitud de 1325 m sobre el nivel del mar. Por el término discurre el río Cabrillas.
En el siglo XIX se mencionaban los «buenos trozos de monte poblados de encina, roble, sabina, enebro, romero y buenas yerbas de pasto» existentes en el término.
El lugar de mayor interés natural del término municipal es la laguna de Taravilla, de origen kárstico y fluvial por cierre travertínico del fondo de valle.
| Noroeste: Baños de Tajo       | Norte: Baños de Tajo          | Noreste: Terzaga           |
| Oeste: Peñalén                |                               | Este: Terzaga              |
| Suroeste: Poveda de la Sierra | Sur: Peralejos de las Truchas | Sureste: Pinilla de Molina |

## Historia
Hacia mediados del siglo XIX, al lugar se le atribuía una población de 408 habitantes. La localidad aparece descrita en el decimocuarto volumen del Diccionario geográfico-estadístico-histórico de España y sus posesiones de Ultramar de Pascual Madoz de la siguiente manera:

TARAVILLA: l. con avunt. en la prov. de Guadalajara (20 leg.), part. jud. de Molina (4), aud. terr. de Madrid (30), c. g. de Castilla la Nueva, dióc. de Sigüenza (12). sit. en llano en un punto elevado á la márg. der. del r. Cabrilla, goza de buena ventilacion y saludable clima, tiene 100 casas; la consistorial; escuela de instruccion primaria, frecuentada por 30 alumnos; una igl. parr. servida por un cura y un sacristan: confina el térm. con los de Baños; Fuembellida y Terzaga; dentro de él se encuentran varios manantiales y una ermita; el terreno, bañado por el indicado r., participa de quebrado y llano, y es de buena calidad: comprende buenos trozos de monte poblados de encina, roble, sabina, enebro, romero y buenas yerbas de pasto: caminos: los locales, de herradura y en mal estado ; correo: se recibe y despacha en la cab. del part. prod.: trigo, cebada, centeno, avena, hortalizas, garbanzos y otras legumbres, leñas de combustibles y buenos pastos, con los que se mantiene ganado lanar, cabrio, vacuno, mular y de cerda; hay caza de liebres, conejos y perdices: ind.: la agrícola y recriacion de ganados. pobl.: 92 vec., 408 alm. cap. prod.: 2.384,000 rs. imp.: 124,200. contr. 4,398.

Mencionase esta pobl. (Tarabellam) en el mojonamiento de obispados atribuido á Wamba, entre los términos de Valeriense.
(Madoz, 1849, p. 595)

## Demografía
Taravilla cuenta con una población de 41 habitantes (INE 2024).
| Gráfica de evolución demográfica de Taravilla entre 1842 y 2021                                                     |
| |
| Población de derecho según los censos de población del INE Población de hecho según los censos de población del INE |